# Phương trình Maxwell

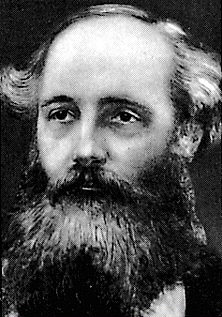
James Clerk Maxwell

Các phương trình Maxwell bao gồm bốn phương trình, đề ra bởi James Clerk Maxwell, dùng để mô tả trường điện từ cũng như những tương tác của chúng đối với vật chất.
Bốn phương trình Maxwell mô tả lần lượt:
- Điện tích tạo ra điện trường như thế nào (định luật Gauss).
- Sự không tồn tại của vật chất từ tích.
- Dòng điện tạo ra từ trường như thế nào (định luật Ampere).
- Và từ trường tạo ra điện trường như thế nào (định luật cảm ứng Faraday)

Đây cũng chính là nội dung của thuyết điện từ học Maxwell.

## Lịch sử
Các công thức của Maxwell vào năm 1865 bao gồm 20 phương trình với 20 ẩn số, nhiều phương trình trong đó được coi là nguồn gốc của hệ phương trình Maxwell ngày nay. Các phương trình của Maxwell đã tổng quát hóa các định luật thực nghiệm được những người đi trước phát hiện ra: chỉnh sửa định luật Ampère (ba phương trình cho ba chiều (x, y, z)), định luật Gauss cho điện tích (một phương trình), mối quan hệ giữa dòng điện tổng và dòng điện dịch (ba phương trình (x, y, z)), mối quan hệ giữa từ trường và thế năng vectơ (ba phương trình (x, y, z), chỉ ra sự không tồn tại của từ tích), mối quan hệ giữa điện trường và thế năng vô hướng cũng như thế năng vectơ (ba phương trình (x, y, z), định luật Faraday), mối quan hệ giữa điện trường và trường dịch chuyển (ba phương trình (x, y, z)), định luật Ohm về mật độ dòng điện và điện trường (ba phương trình (x, y, z)), và phương trình cho tính liên tục (một phương trình).
Các phương trình nguyên bản của Maxwell được viết lại bởi Oliver Heaviside và Willard Gibbs vào năm 1884 dưới dạng các phương trình vectơ. Sự thay đổi này diễn tả được tính đối xứng của các trường trong cách biểu diễn toán học. Những công thức có tính đối xứng này là nguồn gốc hai bước nhảy lớn trong vật lý hiện đại đó là thuyết tương đối hẹp và vật lý lượng tử.
Thật vậy, các phương trình của Maxwell cho phép đoán trước được sự tồn tại của sóng điện từ, có nghĩa là khi có sự thay đổi của một trong các yếu tố như cường độ dòng điện, mật độ điện tích... sẽ sinh ra sóng điện từ truyền đi được trong không gian. Vận tốc của sóng điện từ là c, được tính bởi phương trình Maxwell, bằng với vận tốc ánh sáng được đo trước đó bằng thực nghiệm. Điều này cho phép kết luận rằng ánh sáng là sóng điện từ. Các nghiên cứu về ánh sáng và sóng điện từ, tiêu biểu là các nghiên cứu của Max Planck về vật đen và của Heinrich Hertz về hiện tượng quang điện đã cho ra đời lý thuyết lượng tử.
Sự không phụ thuộc của vận tốc ánh sáng vào chiều và hệ quy chiếu - những kết luận được rút ra từ phương trình Maxwell - là nền tảng của thuyết tương đối. Chú ý rằng khi ta thay đổi hệ quy chiếu, những biến đổi Galileo cổ điển không áp dụng được vào các phương trình Maxwell mà phải sử dụng một biến đổi mới, đó là biến đổi Lorentz. Einstein đã áp dụng biến đổi Lorentz vào cơ học cổ điển và cho ra đời thuyết tương đối hẹp.

## Tóm tắt
Bảng sau đây tóm tắt các phương trình và khái niệm cho trường hợp tổng quát. Ký hiệu bằng chữ đậm là vectơ, trong khi đó những ký hiệu in nghiêng là vô hướng.
| Tên                                                           | Dạng phương trình vi phân                                                                           | Dạng tích phân |
| ------------------------------------------------------------- | --------------------------------------------------------------------------------------------------- | --- |
| Định luật Gauss:                                              | {\displaystyle \nabla \cdot \mathbf {D} =\rho }                                                     | {\displaystyle \oint _{S}\mathbf {D} \cdot d\mathbf {A} =\int _{V}\rho dV}                                                                              |
| Đinh luật Gauss cho từ trường (sự không tồn tại của từ tích): | {\displaystyle \nabla \cdot \mathbf {B} =0}                                                         | {\displaystyle \oint _{S}\mathbf {B} \cdot d\mathbf {A} =0}                                                                                             |
| Định luật Faraday cho từ trường:                              | {\displaystyle \nabla \times \mathbf {E} =-{\frac {\partial \mathbf {B} }{\partial t}}}             | {\displaystyle \oint _{C}\mathbf {E} \cdot d\mathbf {l} =-\ {d \over dt}\int _{S}\mathbf {B} \cdot d\mathbf {A} }                                       |
| Định luật Ampere (với sự bổ sung của Maxwell):                | {\displaystyle \nabla \times \mathbf {H} =\mathbf {J} +{\frac {\partial \mathbf {D} }{\partial t}}} | {\displaystyle \oint _{C}\mathbf {H} \cdot d\mathbf {l} =\int _{S}\mathbf {J} \cdot d\mathbf {A} +{d \over dt}\int _{S}\mathbf {D} \cdot d\mathbf {A} } |

Bảng sau đây liệt kê khái niệm của các đại lượng trong hệ đo lường SI:
| Ký hiệu                                              | Ý nghĩa | Đơn vị trong hệ SI       |
| ---------------------------------------------------- | --- | ------------------------ |
| {\displaystyle \mathbf {E} }                         | Cường độ điện trường | volt / mét               |
| {\displaystyle \mathbf {H} }                         | Cường độ từ trường | ampere / mét             |
| {\displaystyle \mathbf {D} }                         | mật độ thông lượng điện | coulomb / mét vuông      |
| {\displaystyle \mathbf {B} }                         | Mật độ thông lượng từ | tesla, weber / mét vuông |
| {\displaystyle \ \rho \ }                            | Mật độ điện tích, | coulomb / mét khối       |
| {\displaystyle \mathbf {J} }                         | Mật độ dòng điện, | ampere / mét vuông       |
| {\displaystyle d\mathbf {A} }                        | Vectơ vi phân diện tích A, có hướng vuông góc với mặt S | mét vuông                |
| {\displaystyle dV\ }                                 | Vi phân của thể tích V được bao bọc bởi diện tích S | mét khối                 |
| {\displaystyle d\mathbf {l} }                        | Vectơ vi phân của đường cong, tiếp tuyến với đường kính C bao quanh diện tích S | mét                      |
| {\displaystyle \nabla \cdot } (còn gọi là div)       | toán tử tính suất tiêu tán: {\displaystyle \nabla \cdot {\textbf {a}}=\left({\frac {\partial a_{x}}{\partial x}}+{\frac {\partial a_{y}}{\partial y}}+{\frac {\partial a_{z}}{\partial z}}\right)} | trên mét                 |
| {\displaystyle \nabla \times } (còn gọi là rot\curl) | toán tử tính độ xoáy cuộn của trường vectơ. | trên mét                 |

Các đại lượng D và B liên hệ với E và H bởi:
{\displaystyle \mathbf {D} \ \ =\ \ \varepsilon _{0}\mathbf {E} +\mathbf {P} \ \ =\ \ (1+\chi _{e})\varepsilon _{0}\mathbf {E} \ \ =\ \ \varepsilon \mathbf {E} }
{\displaystyle \mathbf {B} \ \ =\ \ \mu _{0}(\mathbf {H} +\mathbf {M} )\ \ =\ \ (1+\chi _{m})\mu _{0}\mathbf {H} \ \ =\ \ \mu \mathbf {H} }
trong đó:
{\displaystyle \chi _{e}} là hệ số cảm ứng điện của môi trường,
{\displaystyle \chi _{m}} là hệ số cảm ứng từ của môi trường,
ε là hằng số điện môi của môi trường, và
μ là hằng số từ môi của môi trường.
Khi hai hằng số ε and μ phụ thuộc vào cường độ điện trường và từ trường, ta có hiện tượng phi tuyến; xem thêm trong các bài hiệu ứng Kerr và hiệu ứng Pockels.)

### Trong môi trường tuyến tính
Trong môi trường tuyến tính, vectơ phân cực điện P (coulomb / mét vuông) và vectơ phân cực từ M (ampere / mét) cho bởi:
{\displaystyle \mathbf {P} =\chi _{e}\varepsilon _{0}\mathbf {E} }
{\displaystyle \mathbf {M} =\chi _{m}\mathbf {H} }
Trong môi trường không tán sắc (các hằng số không phụ thuộc vào tần số của sóng điện từ), và đẳng hướng (không biến đổi đối với phép quay), ε và μ không phụ thuộc vào thời gian, phương trình Maxwell trở thành:
{\displaystyle \nabla \cdot \varepsilon \mathbf {E} =\rho }
{\displaystyle \nabla \cdot \mu \mathbf {H} =0}
{\displaystyle \nabla \times \mathbf {E} =-\mu {\frac {\partial \mathbf {H} }{\partial t}}}
{\displaystyle \nabla \times \mathbf {H} =\mathbf {J} +\varepsilon {\frac {\partial \mathbf {E} }{\partial t}}}
Trong môi trường đồng đều (không biến đổi đối với phép tịnh tiến), ε và μ không đổi theo không gian, và có thể được đưa ra ngoài các phép đạo hàm theo không gian.
Trong trường hợp tổng quát, ε và μ có thể là tensor hạng 2 mô tả môi trường lưỡng chiết. Và trong các môi trường tán sắc ε và/hoặc μ phụ thuộc vào tần số ánh sáng (sóng điện từ), những sự phụ thuộc này tuân theo mối liên hệ Kramers-Kronig.

### Trong chân không
Chân không là môi trường tuyến tính, đồng đẳng (không biến đổi theo phép quay và phép tịnh tiến), không tán sắc, với các hằng số ε0 và μ0 (hiện tượng phi tuyến trong chân không vẫn tồn tại nhưng chỉ quan sát được khi cường độ ánh sáng vượt qua một ngưỡng rất lớn so với giới hạn tuyến tính trong môi trường vật chất).
{\displaystyle \mathbf {D} =\varepsilon _{0}\mathbf {E} }
{\displaystyle \mathbf {B} =\mu _{0}\mathbf {H} }
Đồng thời trong chân không không tồn tại điện tích cũng như dòng điện, phương trình Maxwell trở thành:
{\displaystyle \nabla \cdot \mathbf {E} =0}
{\displaystyle \nabla \cdot \mathbf {H} =0}
{\displaystyle \nabla \times \mathbf {E} =-\mu _{0}{\frac {\partial \mathbf {H} }{\partial t}}}
{\displaystyle \nabla \times \mathbf {H} =\ \ \varepsilon _{0}{\frac {\partial \mathbf {E} }{\partial t}}}
Những phương trình này có nghiệm đơn giản là các hàm sin và cos mô tả sự truyền sóng điện từ trong chân không, vận tốc truyền sóng là:
{\displaystyle c={\frac {1}{\sqrt {\mu _{0}\varepsilon _{0}}}}}
| Ký hiệu                            | Tên                     | Giá trị                              | Đơn vị trong hệ SI |
| ---------------------------------- | ----------------------- | ------------------------------------ | ------------------ |
| {\displaystyle c\ }                | Vận tốc ánh sáng        | {\displaystyle 2.998\times 10^{8}}   | mét trên giây      |
| {\displaystyle \ \varepsilon _{0}} | Độ điện thẩm chân không | {\displaystyle 8.854\times 10^{-12}} | fara / mét         |
| {\displaystyle \ \mu _{0}\ }       | Độ từ thẩm chân không   | {\displaystyle 4\pi \times 10^{-7}}  | henry / mét        |

## Cụ thể

### Phương trình Maxwell-Gauss
Phương trình Maxwell-Gauss thừa hưởng từ định lý Gauss mô tả liên hệ giữa thông lượng điện trường qua một mặt kín và tổng điện tích chứa trong mặt kín đó:
{\displaystyle \oint _{S}\mathbf {D} \cdot d\mathbf {A} =\int _{V}\rho dV}
Phương trình này nói lên rằng: mật độ điện tích là nguồn của điện trường. Nói cách khác, sự hiện diện của điện tích (vế phải) sẽ gây nên một điện trường có điện cảm D thể hiện ở vế trái. Ví dụ: một điện tích điểm q nằm ở gốc tọa độ O. Định luật Coulomb cho biết trường tĩnh điện sinh ra bởi điện tích điểm này tại một điểm M trong không gian. Ta có {\displaystyle \mathbf {OM} =\mathbf {r} =r\ \mathbf {u} _{r}} với {\displaystyle \mathbf {u} _{r}} là vectơ li tâm có độ lớn đơn vị:
| {\displaystyle \mathbf {E} (M)\ =\ {\frac {q}{4\pi \varepsilon _{0}\,r^{2}}}\ \mathbf {u} _{r}} |

Trường tĩnh điện này thỏa mãn phương trình Maxwell-Gauss với mật độ điện tích:
| {\displaystyle \rho (\mathbf {r} ,t)\ =\ q\ \delta ^{(3)}(\mathbf {r} )} |

trong đó {\displaystyle \delta ^{(3)}(\mathbf {r} )} là hàm delta Dirac ba chiều.

### Bảo toàn thông lượng
Thông lượng của từ trường qua một mặt kín S luôn luôn bằng không:
{\displaystyle \oint _{S}\mathbf {B} \cdot d\mathbf {S} =0}
Điều này chỉ ra sự không tồn tại của đơn cực từ. Tương tự như điện tích điểm cho điện trường trong định luật Gauss, đơn cực từ là nguồn điểm của từ trường và nó luôn bằng không. Trong thực tế, nguồn của từ trường là các thanh nam châm. Một thanh nam châm là một lưỡng cực từ bao gồm cực nam và cực bắc. Khi ta cắt thanh nam châm ra làm hai, ta sẽ thu được hai lưỡng cực từ chứ không phải là hai cực nam và bắc riêng biệt.

### Phương trình Maxwell-Faraday
Phương trình Maxwell-Faraday hay Định luật cảm ứng Faraday (còn gọi là Định luật Faraday-Lenz) cho biết mối liên hệ giữa biến thiên từ thông trong diện tích mặt cắt của một vòng kín và điện trường cảm ứng dọc theo vòng đó.
{\displaystyle \oint _{S}\mathbf {E} \cdot d\mathbf {s} =-{d\Phi _{B} \over dt}}
với E là điện trường cảm ứng, ds là một phần tử vô cùng bé của vòng kín và dΦB/dt là biến thiên từ thông.

### Phương trình Maxwell-Ampere
.
Phương trình Maxwell-Ampere cho biết sự lan truyền từ trường trong mạch kín với dòng điện đi qua đoạn mạch:
{\displaystyle \oint _{S}\mathbf {B} \cdot d\mathbf {s} =\mu _{0}I_{\mathrm {enc} }}
trong đó:
{\displaystyle \mathbf {B} } là từ trường,
{\displaystyle d\mathbf {s} } là thành phần vi phân của mạch kín {\displaystyle S},
{\displaystyle I_{\mathrm {enc} }} là dòng điện bao phủ bởi đường cong {\displaystyle S},
{\displaystyle \mu _{0}} là độ từ thẩm của môi trường,
{\displaystyle \oint _{S}} là đường tích phân theo mạch kín {\displaystyle S}.

## Hệ đơn vị CGS
Các phương trình trên được cho trong hệ đo lường quốc tế (viết tắt là SI). Trong hệ  CGS (hệ xentimét-gam-giây), các phương trình trên có dạng sau:
{\displaystyle \nabla \cdot \mathbf {E} =4\pi \rho }
{\displaystyle \nabla \cdot \mathbf {B} =0}
{\displaystyle \nabla \times \mathbf {E} =-{\frac {1}{c}}{\frac {\partial \mathbf {B} }{\partial t}}}
{\displaystyle \nabla \times \mathbf {B} ={\frac {1}{c}}{\frac {\partial \mathbf {E} }{\partial t}}+{\frac {4\pi }{c}}\mathbf {J} }
Trong chân không, các phương trình trên trở thành:
{\displaystyle \nabla \cdot \mathbf {E} =0}
{\displaystyle \nabla \cdot \mathbf {B} =0}
{\displaystyle \nabla \times \mathbf {E} =-{\frac {1}{c}}{\frac {\partial \mathbf {B} }{\partial t}}}
{\displaystyle \nabla \times \mathbf {B} ={\frac {1}{c}}{\frac {\partial \mathbf {E} }{\partial t}}}

## Phương trình truyền sóng
Phương trình truyền sóng hay còn gọi là phương trình d'Alembert mô tả sự truyền đi của sóng điện từ trong môi trường.

### Điện trường
Bắt đầu từ phương trình:
{\displaystyle \nabla \times (\nabla \times {\textbf {E}})=\nabla (\nabla \cdot {\textbf {E}})-\nabla ^{2}{\textbf {E}}}
Trong chân không (với mật độ điện tích bằng không), phương trình Maxwell - Gauss có dạng:
{\displaystyle \nabla \cdot {\textbf {E}}=0}
nên phương trình đầu tiên trở thành:
{\displaystyle \nabla \times (\nabla \times {\textbf {E}})=-\nabla ^{2}{\textbf {E}}}.
Quay sang phương trình Maxwell-Faraday:
{\displaystyle \nabla \times {\textbf {E}}=-{\frac {\partial {\textbf {B}}}{\partial t}}}
Lấy rot hai vế, phương trình trên trở thành:
{\displaystyle \nabla \times \left(-{\frac {\partial {\textbf {B}}}{\partial t}}\right)=\nabla \times (\nabla \times {\textbf {E}})=-\nabla ^{2}{\textbf {E}}}
Theo định luật Schwartz ta có thể đổi thứ tự của đạo hàm theo không gian và đạo hàm theo thời gian (hai biến này hoàn toàn độc lập trong vật lý phi tương đối tính):
{\displaystyle -{\frac {\partial }{\partial t}}(\nabla \times {\textbf {B}})=-\nabla ^{2}{\textbf {E}}}
Cùng với mật độ điện tích, vectơ mật độ dòng điện trong chân không cũng bằng không {\displaystyle {\textbf {j}}={\textbf {0}}}, nên phương trình Maxwell-Ampère trở thành:
{\displaystyle \nabla \times {\textbf {B}}={\frac {1}{c^{2}}}{\frac {\partial {\textbf {E}}}{\partial t}}}
nên cuối cùng ta thu được một phương trình đạo hàm riêng cấp hai cho vecto cường độ điện trường {\displaystyle {\textbf {E}}} với nghiệm có dạng dao động điều hòa:
{\displaystyle \nabla ^{2}{\textbf {E}}={\frac {1}{c^{2}}}{\frac {\partial ^{2}{\textbf {E}}}{\partial t^{2}}}}
Trong một số sách, ta có thể thấy phương trình này được viết dưới dạng:
{\displaystyle \Delta {\textbf {E}}={\frac {1}{c^{2}}}{\frac {\partial ^{2}{\textbf {E}}}{\partial t^{2}}}}
với toán tử {\displaystyle \Delta =\nabla ^{2}}.
Đây là phương trình truyền sóng điện từ (thành phần điện trường) trong chân không. Trong dạng 4 chiều, phương trình này đặc biệt gọn:
{\displaystyle \Delta {\textbf {E}}=0}.

### Từ trường
Hoàn toàn tương tự như trên cho từ trường, ta có:
{\displaystyle {\vec {rot}}({\vec {rot}}{\vec {H}})={\vec {grad}}(div{\vec {H}})-{\nabla }^{2}{\vec {H}}}
Trong chân không mật độ dòng điện bằng không, phương trình Maxwell-Ampère trở thành:
{\displaystyle {\vec {rot}}{\vec {H}}=\epsilon _{0}{\frac {\partial {\vec {E}}}{\partial t}}}
Phương trình trên trở thành:
{\displaystyle {\vec {rot}}(\epsilon _{0}{\frac {\partial {\vec {E}}}{\partial t}})=-{\nabla }^{2}{\vec {H}}}
Theo định luật Schwartz ta co thể đổi thứ tự của đạo hàm theo không gian và đạo hàm theo thời gian:
{\displaystyle \epsilon _{0}{\frac {\partial }{\partial t}}({\vec {rot}}{\vec {E}})=-{\nabla }^{2}{\vec {H}}}
Theo định luật Maxwell-Faraday cho chân không ta có:
{\displaystyle {\vec {rot}}{\vec {E}}=-\mu _{0}{\frac {\partial {\vec {H}}}{\partial t}}}
Thu được:
{\displaystyle {\nabla }^{2}{\vec {H}}={\frac {1}{c^{2}}}{\frac {\partial ^{2}{\vec {H}}}{\partial t^{2}}}}
{\displaystyle {\square {\vec {H}}={\vec {0}}}}
trong đó {\displaystyle {\square =\Delta -{\frac {\partial ^{2}}{\partial t^{2}}}}} là toán tử d'Alembert.
Đây là phương trình truyền sóng điện từ (thành phần từ trường) trong chân không.
- Phương trình truyền sóng
- Đơn cực từ
- Vectơ Poynting